# Salmo 44
El salmo 44  es, según la numeración hebrea, el cuadragésimo cuarto salmo del Libro de los salmos de la Biblia. Corresponde al salmo 43 según la numeración de la Biblia Septuaginta griega, empleada también en la Vulgata latina. Por este motivo, recogiendo la doble numeración, a este salmo también se le refiere como el salmo 44 (43).
Compuesto por los hijos de Coré y está clasificado en la serie de lamentaciones del pueblo.

## Estructura
Por lo general, el Salmo se organiza de la siguiente manera:
1. V. 2-9: Revisión histórica de la curación.
2. del 10 al 23: describiendo el desastre actual.
3. V. 24-27: Solicitud final para la terminación del desastre mediante la intervención de Dios.

Se ha sugerido otro esquema para organizar el Salmo 44 de la siguiente manera  (usando la versificación en inglés):
1. Recordando que Dios realizó maravillas en el pasado para su pueblo (vv. 1-3)
2. Deseando que Dios realice obras poderosas ahora (vv. 4-8)
3. Lamentando el reciente castigo de Dios a su pueblo (vv. 9-16)
4. Apelar a Dios que su castigo no es el resultado de su pecado (vv. 17-22)
5. Pidiendo a Dios que participe nuevamente en sus poderosas obras a favor de ellos (vv.23-26)

Como mensaje central del salmo, Hermann Gunkel señaló el contraste entre los eventos pasados y presentes.
En las tradiciones judías, se ve como sufrimiento frente al pasado dorado, más muestra la difícil situación de la situación actual. [ aclaración necesaria ]

## Configuración
El salmo comienza con un relato de los días antiguos en el versículo 2, que Dios había expulsado a las naciones y plantado a los israelitas, colocando esto mucho después de los períodos de conquista y los jueces. La referencia a la dispersión de los israelitas entre las naciones en el versículo 11 podría apuntar a una fecha posterior al cautiverio asirio en el 722 a. C. o después del cautiverio babilónico en el 586 a. C. Sin embargo, algunos han notado que la referencia a Dios no saliendo con sus ejércitos en el versículo 9 indicaría que la nación judía todavía había ejércitos permanentes en el momento de la redacción de este salmo y por lo tanto el ajuste sería anterior al exilio de la Tribu de Judá de Babilonia. Además, la insistencia del salmista en los versículos 17 y 18 de que su situación no se debió al pecado nacional es una confirmación más de que el salmista no se está refiriendo a una época posterior al exilio en Babilonia,  que los profetas dejaron en claro que, de hecho, como resultado de la idolatría y el alejamiento del Señor. De ninguna manera concluyente, se registra un conflicto en Isaías 36 , II Crónicas 32 y II Reyes 18 que coinciden con la línea de tiempo sugerida anteriormente para el Salmo 44.

## Texto
La siguiente tabla muestra el texto en hebreo del salmo con vocales, junto con el texto en griego koiné de la Septuaginta  y la traducción al español de la Biblia del Rey Jacobo. Tenga en cuenta que el significado puede diferir ligeramente entre estas versiones, ya que la Septuaginta y el texto masorético provienen de tradiciones textuales diferentes. En la Septuaginta, este salmo está numerado como Salmo 43.
| #      | Hebreo                                                                         | Español | Griego |
| ------ | ------------------------------------------------------------------------------ | --- | --- |
| [ 12 ] | לַמְנַצֵּ֬חַ ׀ לִבְנֵי־קֹ֬רַח מַשְׂכִּֽיל׃                                                        | (Al músico principal, para los hijos de Coré, Maschil.)                                                                                               | Εἰς τὸ τέλος· τοῖς υἱοῖς Κορὲ εἰς σύνεσιν ψαλμός. - |
| 1      | אֱלֹהִ֤ים ׀ בְּאׇזְנֵ֬ינוּ שָׁמַ֗עְנוּ אֲבוֹתֵ֥ינוּ סִפְּרוּ־לָ֑נוּ פֹּ֥עַל פָּעַ֥לְתָּ בִ֝ימֵיהֶ ֗ם בִּ֣ימֵי קֶֽדֶם׃              | Hemos oído con nuestros oídos, oh Dios, nuestros padres nos han contado lo que hiciste en sus días, en los tiempos antiguos.                          | Ο ΘΕΟΣ, ἐν τοῖς ὠσὶν ἡμῶν ἠκούσαμεν, καὶ οἱ πατέρες ἡμῶν ἀνήγγειλαν ἡμῖν ἔργον, ὃ εἰργάσω ἐν ταῖς ἡμέραις αὐτῶν, ἐν ἡμέραις ἀρχαίαις.                                             |
| 2      | אַתָּ֤ה ׀ יָדְךָ֡ גּוֹיִ֣ם ה֭וֹרַשְׁתָּ וַתִּטָּעֵ֑ם תָּרַ֥ע לְ֝אֻמִּ֗ים וַֽתְּשַׁלְּחֵֽם ׃                                  | Cómo expulsaste a los paganos con tu mano y los plantaste; cómo afligiste a los pueblos y los expulsaste.                                             | ἡ χείρ σου ἔθνη ἐξωλόθρευσε, καὶ κατεφύτευσας αὐτούς, ἐκάκωσας λαοὺς καὶ ἐξέβαλες αὐτούς.                                                                                         |
| 3      | כִּ֤י לֹ֪א בְחַרְבָּ֡ם יָ֥רְשׁוּ אָ֗רֶץ וּזְרוֹעָם֮ לֹא־הוֹשִׁ֢יעָ֫ה לָּ֥מוֹ כִּֽי־יְמִינְךָ ֣ וּ֭זְרוֹעֲךָ וְא֥וֹר פָּנֶ֗יךָ כִּ֣י רְצִיתָֽם׃ | Porque no con su espada tomaron la tierra, ni su brazo los salvó; sino tu diestra, y tu brazo, y la luz de tu rostro, porque te complaciste en ellos. | οὐ γὰρ ἐν τῇ ῥομφαίᾳ αὐτῶν ἐκληρονόμησαν γῆν, καὶ ὁ βραχίων αὐτῶν οὐκ ἔσωσεν αὐτούς, ἀλλ᾿ ἡ δεξιά σου καὶ ὁ βραχίων σου καὶ ὁ φωτισμὸς τοῦ προσώπου σου, ὅτι ηὐδόκησας ἐν αὐτοῖς. |
| 4      | אַתָּה־ה֣וּא מַלְכִּ֣י אֱלֹהִ֑ים צַ֝וֵּ֗ה יְשׁוּע֥וֹת יַעֲקֹֽב׃                                            | Tú eres mi Rey, oh Dios: ordena la salvación de Jacob.                                                                                                | σὺ εἶ αὐτὸς ὁ Βασιλεύς μου καὶ ὁ Θεός μου ὁ ἐντελλόμενος τὰς σωτηρίας ᾿Ιακώβ· |
| 5      | בְּ֭ךָ צָרֵ֣ינוּ נְנַגֵּ֑חַ בְּ֝שִׁמְךָ֗ נָב֥וּס קָמֵֽינוּ׃                                                 | Por ti derribaremos a nuestros enemigos; por tu nombre pisotearemos a los que se levantan contra nosotros.                                            | ἐν σοὶ τοὺς ἐχθροὺς ἡμῶν κερατιοῦμεν καὶ ἐν τῷ ὀνόματί σου ἐξουδενώσομεν τοὺς ἐπανισταμένους ἡμῖν.                                                                                |
| 6      | כִּ֤י לֹ֣א בְקַשְׁתִּ֣י אֶבְטָ֑ח וְ֝חַרְבִּ֗י לֹ֣א תוֹשִׁיעֵֽנִי׃                                             | Porque no confiaré en mi arco, ni mi espada me salvará.                                                                                               | οὐ γὰρ ἐπὶ τῷ τόξῳ μου ἐλπιῶ, καὶ ἡ ῥομφαία μου οὐ σώσει με· |
| 7      | כִּ֣י ה֭וֹשַׁעְתָּנוּ מִצָּרֵ֑ינוּ וּמְשַׂנְאֵ֥ינוּ הֱבִישֽׁוֹתָ׃                                             | Pero tú nos has salvado de nuestros enemigos y has avergonzado a los que nos odiaban.                                                                 | ἔσωσας γὰρ ἡμᾶς ἐκ τῶν θλιβόντων ἡμᾶς καὶ τοὺς μισοῦντας ἡμᾶς κατῄσχυνας. |
| 8      | בֵּ֭אלֹהִים הִלַּ֣לְנוּ כׇל־הַיּ֑וֹם וְשִׁמְךָ֓ ׀ לְעוֹלָ֖ם נוֹדֶ֣ה סֶֽלָה׃                                    | En Dios nos gloriamos todo el día, y alabamos tu nombre para siempre. Selah.                                                                          | ἐν τῷ Θεῷ ἐπαινεθησόμεθα ὅλην τὴν ἡμέραν καὶ ἐν τῷ ὀνόματί σου ἐξομολογηθησόμεθα εἰς τὸν αἰῶνα. (διάψαλμα).                                                                       |
| 9      | אַף־זָ֭נַחְתָּ וַתַּכְלִימֵ֑נוּ וְלֹא־תֵ֝צֵ֗א בְּצִבְאוֹתֵֽינוּ׃                                            | Pero tú nos has desechado y nos has avergonzado, y no sales con nuestros ejércitos.                                                                   | νυνὶ δὲ ἀπώσω καὶ κατῄσχυνας ἡμᾶς καὶ οὐκ ἐξελεύσῃ, ὁ Θεός, ἐν ταῖς δυνάμεσιν ἡμῶν.                                                                                               |
| 10     | תְּשִׁיבֵ֣נוּ אָ֭חוֹר מִנִּי־צָ֑ר וּ֝מְשַׂנְאֵ֗ינוּ שָׁ֣סוּ לָֽמוֹ׃                                           | Tú nos haces volver atrás del enemigo, y los que nos odian se lo llevan todo.                                                                         | ἀπέστρεψας ἡμᾶς εἰς τὰ ὀπίσω παρὰ τοὺς ἐχθροὺς ἡμῶν, καὶ οἱ μισοῦντες ἡμᾶς διήρπαζον ἑαυτοῖς.                                                                                     |
| 11     | תִּ֭תְּנֵנוּ כְּצֹ֣אן מַאֲכָ֑ל וּ֝בַגּוֹיִ֗ם זֵרִיתָֽנוּ׃                                                 | Nos has entregado como ovejas destinadas al matadero, y nos has dispersado entre las naciones.                                                        | ἔδωκας ἡμᾶς ὡς πρόβατα βρώσεως καὶ ἐν τοῖς ἔθνεσι διέσπειρας ἡμᾶς· |
| 12     | תִּמְכֹּֽר־עַמְּךָ֥ בְלֹא־ה֑וֹן וְלֹֽא־רִ֝בִּ֗יתָ בִּמְחִירֵיהֶֽם׃                                            | Vendiste a tu pueblo por nada, y no aumentaste tu riqueza con su precio.                                                                              | ἀπέδου τὸν λαόν σου ἄνευ τιμῆς, καὶ οὐκ ἦν πλῆθος ἐν τοῖς ἀλαλάγμασιν αὐτῶν. |
| 13     | תְּשִׂימֵ֣נוּ חֶ֭רְפָּה לִשְׁכֵנֵ֑ינוּ לַ֥עַג וָ֝קֶ֗לֶס לִסְבִיבוֹתֵֽינוּ׃                                       | Tú nos has convertido en escarnio para nuestros vecinos, en burla y escarnio para los que nos rodean.                                                 | ἔθου ἡμᾶς ὄνειδος τοῖς γείτοσιν ἡμῶν, μυκτηρισμὸν καὶ χλευασμὸν τοῖς κύκλῳ ἡμῶν·                                                                                                  |
| 14     | תְּשִׂימֵ֣נוּ מָ֭שָׁל בַּגּוֹיִ֑ם מְנֽוֹד־רֹ֝֗אשׁ בַּלְאֻמִּֽים׃                                              | Tú nos has convertido en refrán entre las naciones, en sacudida de cabeza entre los pueblos.                                                          | ἔθου ἡμᾶς εἰς παραβολὴν ἐν τοῖς ἔθνεσιν, κίνησιν κεφαλῆς ἐν τοῖς λαοῖς. |
| 15     | כׇּל־הַ֭יּוֹם כְּלִמָּתִ֣י נֶגְדִּ֑י וּבֹ֖שֶׁת פָּנַ֣י כִּסָּֽתְנִי׃                                             | Mi confusión está continuamente ante mí, y la vergüenza de mi rostro me ha cubierto.                                                                  | ὅλην τὴν ἡμέραν ἡ ἐντροπή μου κατεναντίον μού ἐστι, καὶ ἡ αἰσχύνη τοῦ προσώπου μου ἐκάλυψέ με                                                                                     |
| 16     | מִ֭קּוֹל מְחָרֵ֣ף וּמְגַדֵּ֑ף מִפְּנֵ֥י א֝וֹיֵ֗ב וּמִתְנַקֵּֽם׃                                              | Por la voz del que reprocha y blasfema; a causa del enemigo y del vengador.                                                                           | ἀπὸ φωνῆς ὀνειδίζοντος καὶ καταλαλοῦντος, ἀπὸ προσώπου ἐχθροῦ καὶ ἐκδιώκοντος. |
| 17     | כׇּל־זֹ֣את בָּ֭אַתְנוּ וְלֹ֣א שְׁכַחֲנ֑וּךָ וְלֹֽא־שִׁ֝קַּ֗רְנוּ בִּבְרִיתֶֽךָ׃                                      | Todo esto nos ha sobrevenido, pero no te hemos olvidado, ni hemos faltado a tu pacto.                                                                 | ταῦτα πάντα ἦλθεν ἐφ᾿ ἡμᾶς καὶ οὐκ ἐπελαθόμεθά σου καὶ οὐκ ἠδικήσαμεν ἐν τῇ διαθήκῃ σου,                                                                                          |
| 18     | לֹא־נָס֣וֹג אָח֣וֹר לִבֵּ֑נוּ וַתֵּ֥ט אֲ֝שֻׁרֵ֗ינוּ מִנִּ֥י אׇרְחֶֽךָ׃                                         | Nuestro corazón no se ha apartado, ni nuestros pasos se han desviado de tu camino.                                                                    | καὶ οὐκ ἀπέστη εἰς τὰ ὀπίσω ἡ καρδία ἡμῶν καὶ ἐξέκλινας τὰς τρίβους ἡμῶν ἀπὸ τῆς ὁδοῦ σου.                                                                                        |
| 19     | כִּ֣י דִ֭כִּיתָנוּ בִּמְק֣וֹם תַּנִּ֑ים וַתְּכַ֖ס עָלֵ֣ינוּ בְצַלְמָֽוֶת׃                                        | Aunque nos has quebrantado en el lugar de los dragones, y nos has cubierto con la sombra de la muerte.                                                | ὅτι ἐταπείνωσας ἡμᾶς ἐν τόπῳ κακώσεως, καὶ ἐπεκάλυψεν ἡμᾶς σκιὰ θανάτου. |
| 20     | אִם־שָׁ֭כַחְנוּ שֵׁ֣ם אֱלֹהֵ֑ינוּ וַנִּפְרֹ֥שׂ כַּ֝פֵּ֗ינוּ לְאֵ֣ל זָֽר׃                                         | Si hemos olvidado el nombre de nuestro Dios, o hemos extendido nuestras manos hacia un dios extraño;                                                  | εἰ ἐπελαθόμεθα τοῦ ὀνόματος τοῦ Θεοῦ ἡμῶν καὶ εἰ διεπετάσαμεν χεῖρας ἡμῶν πρὸς Θεὸν ἀλλότριον,                                                                                    |
| 21     | הֲלֹ֣א אֱ֭לֹהִים יַחֲקׇר־זֹ֑את כִּי־ה֥וּא יֹ֝דֵ֗עַ תַּעֲלֻמ֥וֹת לֵֽב׃                                       | ¿Acaso Dios no investigará esto? Él conoce los secretos del corazón.                                                                                  | οὐχὶ ὁ Θεὸς ἐκζητήσει ταῦτα; αὐτὸς γὰρ γινώσκει τὰ κρύφια τῆς καρδίας. |
| 22     | כִּֽי־עָ֭לֶיךָ הֹרַ֣גְנוּ כׇל־הַיּ֑וֹם נֶ֝חְשַׁ֗בְנוּ כְּצֹ֣אן טִבְחָֽה׃                                        | Sí, por ti somos muertos todo el día; somos considerados como ovejas para el matadero.                                                                | ὅτι ἕνεκά σου θανατούμεθα ὅλην τὴν ἡμέραν, ἐλογίσθημεν ὡς πρόβατα σφαγῆς. |
| 23     | ע֤וּרָה ׀ לָ֖מָּה תִישַׁ֥ן ׀ אֲדֹנָ֑י הָ֝קִ֗יצָה אַל־תִּזְנַ֥ח לָנֶֽצַח׃                                     | Despierta, ¿por qué duermes, Señor? Levántate, no nos desampares para siempre.                                                                        | ἐξεγέρθητι· ἱνατί ὑπνοῖς, Κύριε; ἀνάστηθι καὶ μὴ ἀπώσῃ εἰς τέλος. |
| 24     | לָֽמָּה־פָנֶ֥יךָ תַסְתִּ֑יר תִּשְׁכַּ֖ח עׇנְיֵ֣נוּ וְֽלַחֲצֵֽנוּ׃                                              | ¿Por qué escondes tu rostro y olvidas nuestra aflicción y nuestra opresión?                                                                           | ἱνατί τὸ πρόσωπόν σου ἀποστρέφεις; ἐπιλανθάνῃ τῆς πτωχείας ἡμῶν καὶ τῆς θλίψεως ἡμῶν;                                                                                             |
| 25     | כִּ֤י שָׁ֣חָה לֶעָפָ֣ר נַפְשֵׁ֑נוּ דָּבְקָ֖ה לָאָ֣רֶץ בִּטְנֵֽנוּ׃                                             | Porque nuestra alma está abatida hasta el polvo; nuestro vientre se pega a la tierra.                                                                 | ὅτι ἐταπεινώθη εἰς χοῦν ἡ ψυχὴ ἡμῶν, ἐκολλήθη εἰς γῆν ἡ γαστὴρ ἡμῶν. |
| 26     | ק֭וּמָֽה עֶזְרָ֣תָה לָּ֑נוּ וּ֝פְדֵ֗נוּ לְמַ֣עַן חַסְדֶּֽךָ׃                                                | Levántate para ayudarnos, y redímenos por tu misericordia.                                                                                            | ἀνάστα, Κύριε, βοήθησον ἡμῖν καὶ λύτρωσαι ἡμᾶς ἕνεκεν τοῦ ὀνόματός σου. |

## Comentarios

### De la iglesia católica

#### A todo el salmo
El Salmo 44 constituye una súplica nacional que refleja la crisis espiritual de Israel frente a la derrota militar y el aparente abandono divino. Se estructura en tres partes bien definidas: primero, un recuerdo agradecido de las victorias pasadas, atribuidas exclusivamente a la acción de Dios (vv. 2–9); luego, una descripción detallada de la calamidad presente, en la que el pueblo, pese a su fidelidad, ha sido humillado y dispersado (vv. 10–23); y finalmente, una súplica intensa en la que se clama por el despertar y la intervención de Dios, invocando su misericordia (vv. 24–27). Este salmo introduce por primera vez en el Salterio una oración colectiva en la que la comunidad entera, sin renegar de su relación con Dios, expone su sufrimiento y desconcierto. La fe no se ha quebrado, pero se encuentra puesta a prueba. El pueblo insiste en su lealtad (vv. 18–23), incluso cuando las circunstancias parecen contradecir la alianza.
En la tradición cristiana, este sufrimiento no es interpretado como castigo, sino como participación en los padecimientos de Cristo. La victoria definitiva de Dios se manifiesta en la resurrección de Jesucristo (cf. Ef 1,10-11), quien inaugura un nuevo modo de vida en el que el dolor, incluso la muerte, tiene sentido redentor (cf. 2 Co 4,10-11). Así, el Salmo 44 anticipa la lógica pascual en la que la aflicción se convierte en vía de esperanza.

#### A los versículos 2-17
En el Salmo 44, la función de la tradición oral se revela como pilar teológico y existencial para interpretar la historia del pueblo. Al recordar las hazañas del Señor, como en Éxodo 10,2, el salmo apela a una memoria colectiva que no sólo preserva los hechos del pasado, sino que los resignifica como testimonio de la iniciativa divina en favor de su pueblo. La afirmación “porque te complacías en ellos” (v. 4) subraya que la causa última de aquellas victorias no fue el mérito humano, sino la libre benevolencia de Dios. Este anclaje en la historia sagrada sustituye, en este contexto, a la experiencia individual de salvación que domina en otras súplicas. La fe del pueblo se construye sobre el relato transmitido de generación en generación, que hace inteligible el presente a la luz del actuar divino anterior. La oscilación entre la primera persona del singular y del plural evidencia que el orante —posiblemente un rey, según sugieren los vv. 7–8— actúa como portavoz de toda la comunidad. Esta representación refuerza la dimensión corporativa de la súplica y la conciencia de pertenencia a un pueblo elegido: “Jacob” (v. 5), figura de Israel en su totalidad.
El salmo presenta a Dios con rasgos de realeza y de pastor. La imagen del pastor, familiar desde Sal 23, se retoma en el v. 12 con la referencia al pueblo como “ovejas”, reafirmando que es Dios quien guía, protege o —en este caso— entrega a su pueblo. Lo paradójico es que esa entrega a la derrota es también obra suya. La teología del salmo es radicalmente monoteísta: si Dios es soberano, lo es tanto en la victoria como en la derrota (cf. Is 45,7), sin apelación a fuerzas ajenas ni a la culpa del pueblo como causa de los males sufridos. A diferencia de otros salmos donde la súplica incluye la confesión de pecado, aquí no se menciona la transgresión. El sufrimiento se presenta como inmerecido, lo que acentúa la incomprensión y el clamor por una respuesta divina. Esta dinámica prepara el camino para una comprensión más profunda del sufrimiento inocente, tema central en la literatura sapiencial y en la posterior reflexión cristiana sobre la pasión de Cristo.

#### A los versículos 18-27
El Salmo 44 presenta un pueblo que afirma haber sido fiel a la Alianza, sin desviarse ni adorar a otros dioses (vv. 18-20). Sin embargo, Dios no responde con protección, sino con abandono: los lleva al “lugar de chacales”, es decir, al desierto, símbolo de ruina y muerte, y los deja en “sombras de muerte”, expresión de desgracia extrema. No hay pecado que justifique el sufrimiento; al contrario, mueren por su fidelidad a Dios (v. 23). Esta muerte diaria es interpretada por San Pablo (Rm 8,36) como prueba de que nada separa del amor de Dios. La desgracia, entonces, no niega la Alianza, sino que la pone a prueba. La súplica final (vv. 24-27) pide que Dios  recuerde a su pueblo como ellos han recordado su nombre. Ver su rostro (v. 25) equivale a experimentar su salvación. La oración no exige por mérito, sino por la fidelidad de Dios a su amor y a su historia con el pueblo (v. 4). La petición es un acto de fe: Dios parece ausente, pero sigue siendo el único salvador.

¿Por qué escondes tu rostro? Cuando estamos afligidos por algún motivo nos imaginamos que Dios nos esconde su rostro, porque nuestra parte afectiva está como envuelta en tinieblas que nos impiden ver la luz de la verdad. En efecto, si Dios atiende a nuestro estado de ánimo y se digna visitar nuestra mente, entonces estamos seguros de que no hay nada capaz de oscurecer nuestro interior. Porque, si el rostro del hombre es la parte más destacada de su cuerpo, de manera que cuando nosotros vemos el rostro de alguna persona es cuando empezamos a conocerla, o cuando nos damos cuenta de que ya la conocíamos, ya que su aspecto nos lo da a conocer, ¿cuánto más no iluminará el rostro de Dios a los que Él mira?

## Usos

### Judaísmo
- El versículo 9 se encuentra en la repetición de la Amidá durante Rosh Hashaná .[16][17]
- Partes de los versículos 14 y 23 forman un verso que se encuentra en el Tajanún largo recitado los lunes y jueves.[18]
- El versículo 27 es el sexto verso de Hoshia Et Amecha en Pesukei Dezimra .

### Nuevo Testamento
El apóstol Pablo hace referencia al versículo 22 en el libro del Nuevo Testamento "la Epístola a los Romanos 8:36 "  en el contexto de realidades que pueden hacer que los cristianos piensen que están separados del amor de Dios.

### Catolicismo
Para facilitar la comprensión en la Liturgia de las horas se le asigna a cada salmo un título en rojo (rúbrica) que no forma parte del salmo. El título del Salmo 44 es Oración del pueblo en las calamidades.

## Forma literaria
El Salmo 44 es un Salmo de lamento comunitario, puesto que el sufrimiento por ser derrotado por los enemigos es colectivo.
Este Salmo refleja cada uno de los cinco elementos clave de un Salmo de lamento o queja:
- Dirección: Verso 1

"Con nuestros oídos hemos oído, oh Dios, nuestros antepasados nos han contado, las obras que hiciste en sus días, en los días de antaño" (44: 1). En este caso, el salmista está hablando directamente a Dios.
- Queja: versículos 9-16, 17-19

En estos versículos, el salmista lamenta que Dios haya actuado con lentitud y tenga la responsabilidad de salvar a estas personas de sus enemigos.
- Declaración de confianza en la confiabilidad de Dios tal como la conoce el salmista o la comunidad: versículos 4-8

El salmista recita una historia de los actos de salvación de Dios, que incluye una referencia a Dios ordenando victorias para Jacob .
- Petición por la intervención activa de Dios: versículos 23-26

Estas peticiones pueden ser bastante específicas. En el versículo 26, el salmista le da una orden directa a Dios: "Levántate, ven en nuestra ayuda".
- Voto de acción de gracias: versículo 8

Este Salmo en particular incluye un breve voto de acción de gracias en el versículo 8, cuando el salmista escribe: "En Dios nos hemos jactado de continuo, y daremos gracias a tu nombre para siempre" (44: 8).

### Una nota sobre los superíndices
Su superíndice dice "Al líder. De los coreítas. Un Maskil". Está dirigido al líder de los coreítas, que probablemente eran un grupo de personas que desempeñaban un papel en la música o la adoración del templo.  El término "Maskil" significa "canción artística" y su inclusión en el superíndice de este Salmo indica que fue escrito originalmente con habilidad artística.